# Cassandra Trenary
Cassandra Trenary (Lawrenceville, 1993) è una danzatrice statunitense, prima ballerina dell'American Ballet Theatre dal 2020 al 2025 e della Wiener Staatsoper dal 2025.

## Biografia
Cassandra Trenary è nata e cresciuta in Georgia e all'età di quindici anni è stata ammessa alla Jacqueline Kennedy Onassis School.
Nel 2011 si è unita all'American Ballet Theatre, di cui è diventata prima ballerina nel 2020.
All'interno della compagnia ha danzato molti dei ruoli femminili del repertorio, tra cui Calliope in nell'Apollon musagète, Gamzatti ne La Bayadère, Gulnare ne Le Corsaire, Giselle in Giselle, Olga in Onegin e Aurora ne La bella addormentata.
Tra le sue apprizioni sulle scene internazionali, si ricorda Le jeune homme et la mort con il Balletto Reale Danese.
Nel 2025 ha lasciato l'ABT per unirsi come prima ballerina al balletto della Wiener Staatsoper sotto la direzione di Alessandra Ferri.